# Pervyj esjelon
Pervyj esjelon (russisk: Первый эшелон) er en sovjetisk spillefilm fra 1955 af Michail Kalatosov.

## Medvirkende
- Vsevolod Sanajev som Aleksej Jegorovitj Dontsov
- Nikolaj Annenkov som Kasjtanov
- Oleg Jefremov som Aleksej Uzorov
- Izolda Izvitskaja som Anna Zalogina
- Nina Dorosjina som Nelly Panina